# Padalski testni vod (ZDA)
Padalski testni vod (izvirno angleško Parachute Test Platoon) je bila prva padalska enota Kopenske vojske Združenih držav Amerike.

## Zgodovina
Ukaz za ustanovitev voda je bil izdan 25. junija 1940 in vod je bil formiran 1. julija istega leta. Vod so ustanovili iz 48 prostovoljcev (iz nabora 200), ki so prišli iz 29. pehotnega polka. Prvi padalski skok je bil izveden 16. avgusta, prvi skupinski skok pa 29. avgusta. Vod je bil razpuščen 16. septembra istega leta, ko je bil vključen v 1. padalski bataljon. 